# Augyles kulabensis
Augyles kulabensis is een keversoort uit de familie oevergraafkevers (Heteroceridae). De wetenschappelijke naam van de soort is voor het eerst geldig gepubliceerd in 1900 door Reitter.